# Lista över fornlämningar i Enköpings kommun (Simtuna)
Lista över fornlämningar i Enköpings kommun (Simtuna) är en förteckning av ett urval av de fornlämningar som finns i Simtuna i Enköpings kommun.
| Namn                              | Lämningstyp                 | Tillkomsttid | Historisk indelning | Plats | Läge                 | ID-nr          | Bild                                      |
| --------------------------------- | --------------------------- | ------------ | ------------------- | ----- | -------------------- | -------------- | ----------------------------------------- |
| Simtuna 2:1                       | Gravfält                    |              | Simtuna, Uppland    |       | 59.712535, 16.816094 | 10026400020001 | Ladda upp en bild av detta fornminne      |
| Simtuna 3:1                       | Stensättning                |              | Simtuna, Uppland    |       | 59.719427, 16.786431 | 10026400030001 | Ladda upp en bild av detta fornminne      |
| Simtuna 6:1                       | Stensättning                |              | Simtuna, Uppland    |       | 59.737471, 16.837602 | 10026400060001 | Ladda upp en bild av detta fornminne      |
| Simtuna 7:1                       | Stensättning                |              | Simtuna, Uppland    |       | 59.732141, 16.852222 | 10026400070001 | Ladda upp en bild av detta fornminne      |
| Simtuna 11:1                      | Gravfält                    |              | Simtuna, Uppland    |       | 59.767185, 16.863030 | 10026400110001 | Ladda upp en bild av detta fornminne      |
| Simtuna 14:1                      | Stensättning                |              | Simtuna, Uppland    |       | 59.782248, 16.854078 | 10026400140001 | Ladda upp en bild av detta fornminne      |
| Simtuna 15:1                      | Gravfält                    |              | Simtuna, Uppland    |       | 59.779917, 16.855452 | 10026400150001 | Ladda upp en bild av detta fornminne      |
| Simtuna 16:1                      | Gravfält                    |              | Simtuna, Uppland    |       | 59.779049, 16.856312 | 10026400160001 | Ladda upp en till bild av detta fornminne |
| Simtuna 19:1                      | Hög                         |              | Simtuna, Uppland    |       | 59.766899, 16.865196 | 10026400190001 | Ladda upp en bild av detta fornminne      |
| Simtuna 20:1                      | Stensättning                |              | Simtuna, Uppland    |       | 59.766318, 16.841959 | 10026400200001 | Ladda upp en bild av detta fornminne      |
| Simtuna 21:1                      | Gravfält                    |              | Simtuna, Uppland    |       | 59.766792, 16.840766 | 10026400210001 | Ladda upp en bild av detta fornminne      |
| Simtuna 22:1                      | Röse                        |              | Simtuna, Uppland    |       | 59.773789, 16.814279 | 10026400220001 | Ladda upp en bild av detta fornminne      |
| Simtuna 23:1                      | Hög                         |              | Simtuna, Uppland    |       | 59.772646, 16.818360 | 10026400230001 | Ladda upp en bild av detta fornminne      |
| Simtuna 24:1                      | Röse                        |              | Simtuna, Uppland    |       | 59.772449, 16.823625 | 10026400240001 | Ladda upp en bild av detta fornminne      |
| Simtuna 25:1                      | Stensättning                |              | Simtuna, Uppland    |       | 59.771433, 16.826965 | 10026400250001 | Ladda upp en bild av detta fornminne      |
| Simtuna 25:2                      | Stensättning                |              | Simtuna, Uppland    |       | 59.771481, 16.827359 | 10026400250002 | Ladda upp en bild av detta fornminne      |
| Simtuna 25:3                      | Stensättning                |              | Simtuna, Uppland    |       | 59.771332, 16.826612 | 10026400250003 | Ladda upp en bild av detta fornminne      |
| Simtuna 26:1                      | Stensättning                |              | Simtuna, Uppland    |       | 59.792257, 16.829300 | 10026400260001 | Ladda upp en bild av detta fornminne      |
| Torsbacken (Simtuna 28:1)         | Stensättning                |              | Simtuna, Uppland    |       | 59.770119, 16.842770 | 10026400280001 | Ladda upp en bild av detta fornminne      |
| Torsbacken (Simtuna 28:2)         | Stensättning                |              | Simtuna, Uppland    |       | 59.770032, 16.842848 | 10026400280002 | Ladda upp en bild av detta fornminne      |
| Simtuna 30:1                      | Runristning                 |              | Simtuna, Uppland    |       | 59.743696, 16.852521 | 10026400300001 | Ladda upp en till bild av detta fornminne |
| Simtuna 32:1                      | Gravfält                    |              | Simtuna, Uppland    |       | 59.751639, 16.846950 | 10026400320001 | Ladda upp en bild av detta fornminne      |
| Simtuna 33:1                      | Stensättning                |              | Simtuna, Uppland    |       | 59.791980, 16.829933 | 10026400330001 | Ladda upp en bild av detta fornminne      |
| Simtuna 34:1                      | Stensättning                |              | Simtuna, Uppland    |       | 59.766943, 16.867665 | 10026400340001 | Ladda upp en bild av detta fornminne      |
| Simtuna 37:1                      | Gravfält                    |              | Simtuna, Uppland    |       | 59.766448, 16.867211 | 10026400370001 | Ladda upp en bild av detta fornminne      |
| Simtuna 38:1                      | Gravfält                    |              | Simtuna, Uppland    |       | 59.728116, 16.856259 | 10026400380001 | Ladda upp en bild av detta fornminne      |
| Simtuna 53:1                      | Stensättning                |              | Simtuna, Uppland    |       | 59.788723, 16.931293 | 10026400530001 | Ladda upp en bild av detta fornminne      |
| Simtuna 54:1                      | Stensättning                |              | Simtuna, Uppland    |       | 59.789194, 16.929328 | 10026400540001 | Ladda upp en bild av detta fornminne      |
| Simtuna 56:1                      | Stensättning                |              | Simtuna, Uppland    |       | 59.787497, 16.947959 | 10026400560001 | Ladda upp en bild av detta fornminne      |
| Simtuna 57:1                      | Stensättning                |              | Simtuna, Uppland    |       | 59.787199, 16.955550 | 10026400570001 | Ladda upp en bild av detta fornminne      |
| Simtuna 58:1                      | Grav- och boplatsområde     |              | Simtuna, Uppland    |       | 59.791249, 16.978379 | 10026400580001 | Ladda upp en bild av detta fornminne      |
| Borgen (Simtuna 63:1)             | Hög                         |              | Simtuna, Uppland    |       | 59.787199, 16.986725 | 10026400630001 | Ladda upp en bild av detta fornminne      |
| Borgen (Simtuna 63:2)             | Stensättning                |              | Simtuna, Uppland    |       | 59.787278, 16.987012 | 10026400630002 | Ladda upp en bild av detta fornminne      |
| Borgen (Simtuna 63:3)             | Stensättning                |              | Simtuna, Uppland    |       | 59.787339, 16.987109 | 10026400630003 | Ladda upp en bild av detta fornminne      |
| Borgen (Simtuna 63:4)             | Stensättning                |              | Simtuna, Uppland    |       | 59.787318, 16.986749 | 10026400630004 | Ladda upp en bild av detta fornminne      |
| Simtuna 64:1                      | Hög                         |              | Simtuna, Uppland    |       | 59.785241, 16.982644 | 10026400640001 | Ladda upp en bild av detta fornminne      |
| Simtuna 65:1                      | Hög                         |              | Simtuna, Uppland    |       | 59.774521, 16.937388 | 10026400650001 | Ladda upp en bild av detta fornminne      |
| Simtuna 66:1                      | Hög                         |              | Simtuna, Uppland    |       | 59.775915, 16.936310 | 10026400660001 | Ladda upp en bild av detta fornminne      |
| Simtuna 66:2                      | Hög                         |              | Simtuna, Uppland    |       | 59.775962, 16.936721 | 10026400660002 | Ladda upp en bild av detta fornminne      |
| Simtuna 68:1                      | Stensättning                |              | Simtuna, Uppland    |       | 59.782109, 16.937282 | 10026400680001 | Ladda upp en bild av detta fornminne      |
| Simtuna 69:1                      | Röse                        |              | Simtuna, Uppland    |       | 59.782529, 16.947989 | 10026400690001 | Ladda upp en bild av detta fornminne      |
| Simtuna 71:1                      | Grav- och boplatsområde     |              | Simtuna, Uppland    |       | 59.780821, 16.948517 | 10026400710001 | Ladda upp en bild av detta fornminne      |
| Simtuna 72:2                      | Hällristning                |              | Simtuna, Uppland    |       | 59.784507, 16.951685 | 10026400720002 | Ladda upp en bild av detta fornminne      |
| Simtuna 73:1                      | Röse                        |              | Simtuna, Uppland    |       | 59.776564, 16.939545 | 10026400730001 | Ladda upp en bild av detta fornminne      |
| Simtuna 74:1                      | Stensättning                |              | Simtuna, Uppland    |       | 59.778479, 16.949825 | 10026400740001 | Ladda upp en bild av detta fornminne      |
| Simtuna 74:2                      | Stensättning                |              | Simtuna, Uppland    |       | 59.778679, 16.949663 | 10026400740002 | Ladda upp en bild av detta fornminne      |
| Simtuna 74:3                      | Grav markerad av sten/block |              | Simtuna, Uppland    |       | 59.778381, 16.949944 | 10026400740003 | Ladda upp en bild av detta fornminne      |
| Simtuna 75:1                      | Hällristning                |              | Simtuna, Uppland    |       | 59.777630, 16.953125 | 10026400750001 | Ladda upp en bild av detta fornminne      |
| Simtuna 76:1                      | Gravfält                    |              | Simtuna, Uppland    |       | 59.768929, 16.945555 | 10026400760001 | Ladda upp en bild av detta fornminne      |
| Simtuna 77:1                      | Gravfält                    |              | Simtuna, Uppland    |       | 59.772763, 16.923505 | 10026400770001 | Ladda upp en bild av detta fornminne      |
| Simtuna 78:1                      | Stensättning                |              | Simtuna, Uppland    |       | 59.772927, 16.921854 | 10026400780001 | Ladda upp en bild av detta fornminne      |
| Simtuna 78:2                      | Stensättning                |              | Simtuna, Uppland    |       | 59.773072, 16.921725 | 10026400780002 | Ladda upp en bild av detta fornminne      |
| Simtuna 78:3                      | Stensättning                |              | Simtuna, Uppland    |       | 59.773087, 16.921509 | 10026400780003 | Ladda upp en bild av detta fornminne      |
| Simtuna 79:2                      | Stensättning                |              | Simtuna, Uppland    |       | 59.773063, 16.920130 | 10026400790002 | Ladda upp en bild av detta fornminne      |
| Simtuna 80:1                      | Stensättning                |              | Simtuna, Uppland    |       | 59.789013, 16.967734 | 10026400800001 | Ladda upp en bild av detta fornminne      |
| Simtuna 80:2                      | Stensättning                |              | Simtuna, Uppland    |       | 59.788858, 16.967937 | 10026400800002 | Ladda upp en bild av detta fornminne      |
| Simtuna 80:3                      | Stensättning                |              | Simtuna, Uppland    |       | 59.789138, 16.967644 | 10026400800003 | Ladda upp en bild av detta fornminne      |
| Simtuna 80:4                      | Stensättning                |              | Simtuna, Uppland    |       | 59.789237, 16.967497 | 10026400800004 | Ladda upp en bild av detta fornminne      |
| Simtuna 81:1                      | Stensättning                |              | Simtuna, Uppland    |       | 59.785366, 16.978541 | 10026400810001 | Ladda upp en bild av detta fornminne      |
| Simtuna 83:1                      | Hög                         |              | Simtuna, Uppland    |       | 59.771639, 16.923930 | 10026400830001 | Ladda upp en bild av detta fornminne      |
| Simtuna 83:2                      | Stensättning                |              | Simtuna, Uppland    |       | 59.771558, 16.924193 | 10026400830002 | Ladda upp en bild av detta fornminne      |
| Simtuna 84:1                      | Grav markerad av sten/block |              | Simtuna, Uppland    |       | 59.780181, 16.947957 | 10026400840001 | Ladda upp en bild av detta fornminne      |
| Simtuna 85:1                      | Stensättning                |              | Simtuna, Uppland    |       | 59.783739, 16.890522 | 10026400850001 | Ladda upp en bild av detta fornminne      |
| Simtuna 86:1                      | Stensättning                |              | Simtuna, Uppland    |       | 59.785536, 16.957700 | 10026400860001 | Ladda upp en bild av detta fornminne      |
| Simtuna 86:2                      | Stensättning                |              | Simtuna, Uppland    |       | 59.785482, 16.957527 | 10026400860002 | Ladda upp en bild av detta fornminne      |
| Simtuna 88:1                      | Stensättning                |              | Simtuna, Uppland    |       | 59.776291, 16.884770 | 10026400880001 | Ladda upp en bild av detta fornminne      |
| Simtuna 89:1                      | Gravfält                    |              | Simtuna, Uppland    |       | 59.771092, 16.891370 | 10026400890001 | Ladda upp en till bild av detta fornminne |
| Simtuna 90:1                      | Stensättning                |              | Simtuna, Uppland    |       | 59.768869, 16.897517 | 10026400900001 | Ladda upp en bild av detta fornminne      |
| Simtuna 90:2                      | Stensättning                |              | Simtuna, Uppland    |       | 59.768721, 16.897931 | 10026400900002 | Ladda upp en bild av detta fornminne      |
| Simtuna 91:1                      | Gravfält                    |              | Simtuna, Uppland    |       | 59.767987, 16.894621 | 10026400910001 | Ladda upp en bild av detta fornminne      |
| Vadsbacken (Simtuna 92:1)         | Grav- och boplatsområde     |              | Simtuna, Uppland    |       | 59.771197, 16.912655 | 10026400920001 | Ladda upp en bild av detta fornminne      |
| Liebrynet (Simtuna 99:1)          | Stensättning                |              | Simtuna, Uppland    |       | 59.766681, 16.911701 | 10026400990001 | Ladda upp en bild av detta fornminne      |
| Liebrynet (Simtuna 99:2)          | Grav markerad av sten/block |              | Simtuna, Uppland    |       | 59.766681, 16.911701 | 10026400990002 | Ladda upp en bild av detta fornminne      |
| Simtuna 100:1                     | Stensättning                |              | Simtuna, Uppland    |       | 59.769273, 16.884193 | 10026401000001 | Ladda upp en bild av detta fornminne      |
| Simtuna 101:1                     | Gravfält                    |              | Simtuna, Uppland    |       | 59.768473, 16.883634 | 10026401010001 | Ladda upp en bild av detta fornminne      |
| Vadsbacken (Simtuna 102:1)        | Gravfält                    |              | Simtuna, Uppland    |       | 59.770175, 16.914247 | 10026401020001 | Ladda upp en bild av detta fornminne      |
| Simtuna 106:1                     | Stensättning                |              | Simtuna, Uppland    |       | 59.776434, 16.941450 | 10026401060001 | Ladda upp en bild av detta fornminne      |
| Simtuna 107:1                     | Stensättning                |              | Simtuna, Uppland    |       | 59.777346, 16.952866 | 10026401070001 | Ladda upp en bild av detta fornminne      |
| Skutters skans (Simtuna 108:1)    | Fornborg                    |              | Simtuna, Uppland    |       | 59.743589, 16.885298 | 10026401080001 | Ladda upp en bild av detta fornminne      |
| Simtuna 109:1                     | Gravfält                    |              | Simtuna, Uppland    |       | 59.777290, 16.986132 | 10026401090001 | Ladda upp en bild av detta fornminne      |
| Simtuna 110:1                     | Stensättning                |              | Simtuna, Uppland    |       | 59.776182, 16.988849 | 10026401100001 | Ladda upp en bild av detta fornminne      |
| Simtuna 111:1                     | Gravfält                    |              | Simtuna, Uppland    |       | 59.775965, 16.988136 | 10026401110001 | Ladda upp en bild av detta fornminne      |
| Simtuna 112:1                     | Grav- och boplatsområde     |              | Simtuna, Uppland    |       | 59.773013, 16.994555 | 10026401120001 | Ladda upp en bild av detta fornminne      |
| Simtuna 113:1                     | Grav- och boplatsområde     |              | Simtuna, Uppland    |       | 59.774373, 16.995762 | 10026401130001 | Ladda upp en bild av detta fornminne      |
| Simtuna 114:1                     | Grav- och boplatsområde     |              | Simtuna, Uppland    |       | 59.774802, 16.992641 | 10026401140001 | Ladda upp en bild av detta fornminne      |
| Simtuna 115:1                     | Hög                         |              | Simtuna, Uppland    |       | 59.779780, 16.983529 | 10026401150001 | Ladda upp en bild av detta fornminne      |
| Simtuna 116:1                     | Gravfält                    |              | Simtuna, Uppland    |       | 59.773698, 16.987802 | 10026401160001 | Ladda upp en bild av detta fornminne      |
| Simtuna 117:1                     | Gravfält                    |              | Simtuna, Uppland    |       | 59.776606, 16.985042 | 10026401170001 | Ladda upp en bild av detta fornminne      |
| Simtuna 118:1                     | Stensättning                |              | Simtuna, Uppland    |       | 59.775765, 16.986787 | 10026401180001 | Ladda upp en bild av detta fornminne      |
| Simtuna 119:1                     | Stensättning                |              | Simtuna, Uppland    |       | 59.774313, 16.986708 | 10026401190001 | Ladda upp en bild av detta fornminne      |
| Simtuna 119:2                     | Stensättning                |              | Simtuna, Uppland    |       | 59.774508, 16.986364 | 10026401190002 | Ladda upp en bild av detta fornminne      |
| Simtuna 119:3                     | Grav markerad av sten/block |              | Simtuna, Uppland    |       | 59.774481, 16.986180 | 10026401190003 | Ladda upp en bild av detta fornminne      |
| Simtuna 120:1                     | Stensättning                |              | Simtuna, Uppland    |       | 59.772976, 16.987262 | 10026401200001 | Ladda upp en bild av detta fornminne      |
| Simtuna 121:1                     | Hög                         |              | Simtuna, Uppland    |       | 59.767798, 16.966371 | 10026401210001 | Ladda upp en bild av detta fornminne      |
| Simtuna 122:1                     | Runristning                 |              | Simtuna, Uppland    |       | 59.776457, 16.976448 | 10026401220001 | Ladda upp en bild av detta fornminne      |
| Simtuna 123:1                     | Gravfält                    |              | Simtuna, Uppland    |       | 59.783604, 16.979018 | 10026401230001 | Ladda upp en bild av detta fornminne      |
| Simtuna 125:1                     | Hög                         |              | Simtuna, Uppland    |       | 59.757506, 16.981895 | 10026401250001 | Ladda upp en bild av detta fornminne      |
| Simtuna 125:2                     | Stensättning                |              | Simtuna, Uppland    |       | 59.757477, 16.982716 | 10026401250002 | Ladda upp en bild av detta fornminne      |
| Simtuna 125:3                     | Stensättning                |              | Simtuna, Uppland    |       | 59.757252, 16.982480 | 10026401250003 | Ladda upp en bild av detta fornminne      |
| Simtuna 125:4                     | Stensättning                |              | Simtuna, Uppland    |       | 59.757069, 16.982760 | 10026401250004 | Ladda upp en bild av detta fornminne      |
| Simtuna 126:1                     | Runristning                 |              | Simtuna, Uppland    |       | 59.759226, 16.980357 | 10026401260001 | Ladda upp en bild av detta fornminne      |
| Simtuna 126:2                     | Runristning                 |              | Simtuna, Uppland    |       | 59.759298, 16.980757 | 10026401260002 | Ladda upp en bild av detta fornminne      |
| Simtuna 127:1                     | Röse                        |              | Simtuna, Uppland    |       | 59.761555, 16.976242 | 10026401270001 | Ladda upp en bild av detta fornminne      |
| Simtuna 128:1                     | Hög                         |              | Simtuna, Uppland    |       | 59.761079, 16.976829 | 10026401280001 | Ladda upp en bild av detta fornminne      |
| Simtuna 129:1                     | Gravfält                    |              | Simtuna, Uppland    |       | 59.760202, 16.978492 | 10026401290001 | Ladda upp en bild av detta fornminne      |
| Simtuna 130:1                     | Runristning                 |              | Simtuna, Uppland    |       | 59.757286, 16.994589 | 10026401300001 | Ladda upp en bild av detta fornminne      |
| Simtuna 131:1                     | Runristning                 |              | Simtuna, Uppland    |       | 59.782195, 16.968227 | 10026401310001 | Ladda upp en bild av detta fornminne      |
| Simtuna 132:1                     | Gravfält                    |              | Simtuna, Uppland    |       | 59.782987, 16.969023 | 10026401320001 | Ladda upp en bild av detta fornminne      |
| Simtuna 133:1                     | Stensättning                |              | Simtuna, Uppland    |       | 59.784699, 16.969353 | 10026401330001 | Ladda upp en bild av detta fornminne      |
| Simtuna 133:2                     | Stensättning                |              | Simtuna, Uppland    |       | 59.784802, 16.969231 | 10026401330002 | Ladda upp en bild av detta fornminne      |
| Simtuna 135:1                     | Stensättning                |              | Simtuna, Uppland    |       | 59.749847, 16.918830 | 10026401350001 | Ladda upp en bild av detta fornminne      |
| Simtuna 136:1                     | Gravfält                    |              | Simtuna, Uppland    |       | 59.757913, 16.918555 | 10026401360001 | Ladda upp en bild av detta fornminne      |
| Simtuna 137:1                     | Röse                        |              | Simtuna, Uppland    |       | 59.759609, 16.917896 | 10026401370001 | Ladda upp en bild av detta fornminne      |
| Ormhögarna (Simtuna 138:1)        | Stensättning                |              | Simtuna, Uppland    |       | 59.759475, 16.926839 | 10026401380001 | Ladda upp en bild av detta fornminne      |
| Ormhögarna (Simtuna 138:2)        | Stensättning                |              | Simtuna, Uppland    |       | 59.759329, 16.926961 | 10026401380002 | Ladda upp en bild av detta fornminne      |
| Simtuna 139:1                     | Röse                        |              | Simtuna, Uppland    |       | 59.761388, 16.924044 | 10026401390001 | Ladda upp en bild av detta fornminne      |
| Simtuna 140:1                     | Hög                         |              | Simtuna, Uppland    |       | 59.761006, 16.925568 | 10026401400001 | Ladda upp en bild av detta fornminne      |
| Simtuna 141:1                     | Hög                         |              | Simtuna, Uppland    |       | 59.760617, 16.925394 | 10026401410001 | Ladda upp en bild av detta fornminne      |
| Simtuna 141:2                     | Hög                         |              | Simtuna, Uppland    |       | 59.760683, 16.925785 | 10026401410002 | Ladda upp en bild av detta fornminne      |
| Simtuna 143:1                     | Hög                         |              | Simtuna, Uppland    |       | 59.740304, 16.898412 | 10026401430001 | Ladda upp en bild av detta fornminne      |
| Simtuna 144:1                     | Stensättning                |              | Simtuna, Uppland    |       | 59.766131, 16.899705 | 10026401440001 | Ladda upp en bild av detta fornminne      |
| Simtuna 144:2                     | Stensättning                |              | Simtuna, Uppland    |       | 59.766026, 16.899953 | 10026401440002 | Ladda upp en bild av detta fornminne      |
| Simtuna 144:3                     | Stensättning                |              | Simtuna, Uppland    |       | 59.766144, 16.900086 | 10026401440003 | Ladda upp en bild av detta fornminne      |
| Simtuna 144:4                     | Stensättning                |              | Simtuna, Uppland    |       | 59.766205, 16.899915 | 10026401440004 | Ladda upp en bild av detta fornminne      |
| Simtuna 145:1                     | Stensättning                |              | Simtuna, Uppland    |       | 59.765687, 16.909207 | 10026401450001 | Ladda upp en bild av detta fornminne      |
| Simtuna 146:1                     | Stensättning                |              | Simtuna, Uppland    |       | 59.766549, 16.900809 | 10026401460001 | Ladda upp en bild av detta fornminne      |
| Simtuna 147:1                     | Grav markerad av sten/block |              | Simtuna, Uppland    |       | 59.771293, 16.911351 | 10026401470001 | Ladda upp en bild av detta fornminne      |
| Simtuna 148:1                     | Röse                        |              | Simtuna, Uppland    |       | 59.750127, 16.918174 | 10026401480001 | Ladda upp en bild av detta fornminne      |
| Simtuna 149:1                     | Stensättning                |              | Simtuna, Uppland    |       | 59.754803, 16.913958 | 10026401490001 | Ladda upp en bild av detta fornminne      |
| Simtuna 161:1                     | Stensättning                |              | Simtuna, Uppland    |       | 59.772016, 16.985037 | 10026401610001 | Ladda upp en bild av detta fornminne      |
| Simtuna 162:1                     | Stensättning                |              | Simtuna, Uppland    |       | 59.774940, 16.997478 | 10026401620001 | Ladda upp en bild av detta fornminne      |
| Simtuna 177:1                     | Stensättning                |              | Simtuna, Uppland    |       | 59.792351, 16.977556 | 10026401770001 | Ladda upp en bild av detta fornminne      |
| Simtuna 178:1                     | Stensättning                |              | Simtuna, Uppland    |       | 59.792515, 16.978845 | 10026401780001 | Ladda upp en bild av detta fornminne      |
| Simtuna 178:2                     | Stensättning                |              | Simtuna, Uppland    |       | 59.792599, 16.978915 | 10026401780002 | Ladda upp en bild av detta fornminne      |
| Simtuna 242:1                     | Stensättning                |              | Simtuna, Uppland    |       | 59.763458, 16.914914 | 10026402420001 | Ladda upp en bild av detta fornminne      |
| Simtuna 248:1                     | Grav markerad av sten/block |              | Simtuna, Uppland    |       | 59.773905, 16.937955 | 10026402480001 | Ladda upp en bild av detta fornminne      |
| Simtuna 250:1                     | Stensättning                |              | Simtuna, Uppland    |       | 59.779914, 16.948528 | 10026402500001 | Ladda upp en bild av detta fornminne      |
| Simtuna 257:1                     | Stensättning                |              | Simtuna, Uppland    |       | 59.712725, 16.815198 | 10026402570001 | Ladda upp en bild av detta fornminne      |
| Simtuna 263:1                     | Stensättning                |              | Simtuna, Uppland    |       | 59.769023, 16.888985 | 10026402630001 | Ladda upp en bild av detta fornminne      |
| Simtuna 263:2                     | Stensättning                |              | Simtuna, Uppland    |       | 59.768929, 16.889387 | 10026402630002 | Ladda upp en bild av detta fornminne      |
| Simtuna 289:1                     | Lägenhetsbebyggelse         |              | Simtuna, Uppland    |       | 59.763639, 16.870976 | 10026402890001 | Ladda upp en bild av detta fornminne      |
| Simtuna 322:1                     | Gravfält                    |              | Simtuna, Uppland    |       | 59.760031, 16.918936 | 10026403220001 | Ladda upp en bild av detta fornminne      |
| Simtuna 323:1                     | Stensättning                |              | Simtuna, Uppland    |       | 59.759431, 16.919055 | 10026403230001 | Ladda upp en bild av detta fornminne      |
| Simtuna 324:1                     | Stensättning                |              | Simtuna, Uppland    |       | 59.759721, 16.902827 | 10026403240001 | Ladda upp en bild av detta fornminne      |
| Simtuna 327:1                     | Stensättning                |              | Simtuna, Uppland    |       | 59.760382, 16.906888 | 10026403270001 | Ladda upp en bild av detta fornminne      |
| Simtuna 327:2                     | Stensättning                |              | Simtuna, Uppland    |       | 59.760238, 16.906860 | 10026403270002 | Ladda upp en bild av detta fornminne      |
| Simtuna 331:1                     | Stensättning                |              | Simtuna, Uppland    |       | 59.752323, 16.905118 | 10026403310001 | Ladda upp en bild av detta fornminne      |
| Simtuna 342:1                     | Gravfält                    |              | Simtuna, Uppland    |       | 59.781035, 16.855047 | 10026403420001 | Ladda upp en bild av detta fornminne      |
| Simtuna 395:1                     | Gravfält                    |              | Simtuna, Uppland    |       | 59.762081, 16.990362 | 10026403950001 | Ladda upp en bild av detta fornminne      |
| Simtuna 396:1                     | Hög                         |              | Simtuna, Uppland    |       | 59.763809, 16.987684 | 10026403960001 | Ladda upp en bild av detta fornminne      |
| Simtuna 400:1                     | Stensättning                |              | Simtuna, Uppland    |       | 59.793928, 16.820601 | 10026404000001 | Ladda upp en bild av detta fornminne      |
| Framtorpen (Simtuna 422)          | Lägenhetsbebyggelse         |              | Simtuna, Uppland    |       | 59.715725, 16.815678 | 12000000003618 | Ladda upp en bild av detta fornminne      |
| Norra Hannavad torp (Simtuna 425) | Lägenhetsbebyggelse         |              | Simtuna, Uppland    |       | 59.716703, 16.817086 | 12000000003621 | Ladda upp en bild av detta fornminne      |
| Simtuna 427                       | Gravfält                    |              | Simtuna, Uppland    |       | 59.739420, 16.904206 | 12000000003623 | Ladda upp en bild av detta fornminne      |
| Simtuna 442                       | Lägenhetsbebyggelse         |              | Simtuna, Uppland    |       | 59.768144, 16.813468 | 12000000003642 | Ladda upp en bild av detta fornminne      |
| Lindgrens stuga (Simtuna 446)     | Lägenhetsbebyggelse         |              | Simtuna, Uppland    |       | 59.760981, 16.825652 | 12000000003646 | Ladda upp en bild av detta fornminne      |
| Simtuna 448                       | Stensättning                |              | Simtuna, Uppland    |       | 59.743799, 16.879857 | 12000000003648 | Ladda upp en bild av detta fornminne      |
| Simtuna 449                       | Stensättning                |              | Simtuna, Uppland    |       | 59.746874, 16.879835 | 12000000003649 | Ladda upp en bild av detta fornminne      |
| Simtuna 450                       | Gravfält                    |              | Simtuna, Uppland    |       | 59.745651, 16.877475 | 12000000003650 | Ladda upp en bild av detta fornminne      |
| Simtuna 453                       | Stensättning                |              | Simtuna, Uppland    |       | 59.744702, 16.879465 | 12000000003655 | Ladda upp en bild av detta fornminne      |
| Simtuna 467                       | Stensättning                |              | Simtuna, Uppland    |       | 59.765238, 16.892290 | 12000000003757 | Ladda upp en bild av detta fornminne      |
| Källtorpet (Simtuna 494)          | Lägenhetsbebyggelse         |              | Simtuna, Uppland    |       | 59.721684, 16.786365 | 12000000090061 | Ladda upp en bild av detta fornminne      |
| Källtorpet (Simtuna 515)          | Lägenhetsbebyggelse         |              | Simtuna, Uppland    |       | 59.723784, 16.783486 | 12000000090083 | Ladda upp en bild av detta fornminne      |
| Simtuna 517                       | Stensättning                |              | Simtuna, Uppland    |       | 59.796328, 16.971488 | 12000000090085 | Ladda upp en bild av detta fornminne      |